# Slavenska misao (Buenos Aires)
Slavenska misao je bio list Hrvata u Argentini.
Prvi je broj izašao 1913. godine. List je izlazio u Buenos Airesu.